# Флаг Озероучумского сельсовета
Флаг муниципального образования Озероучу́мский сельсовет Ужурского района Красноярского края Российской Федерации — опознавательно-правовой знак, служащий официальным символом муниципального образования.
Флаг утверждён 21 февраля 2012 года решением Озероучумского Совета депутатов от 21.02.2012 № 18-85р и внесён в Государственный геральдический регистр Российской Федерации с присвоением регистрационного номера 7549.
Флаг Озероучумского сельсовета отражает исторические, культурные, социально-экономические, национальные и иные местные традиции.

## Описание
«Прямоугольное двухстороннее полотнище зелёного цвета с отношением ширины к длине 2:3, в середине которого — белая чаша, наполненная голубым цветом, с ободком малинового цвета, поверх которого две жёлтые змеи, держащие пастью жёлтый знак соли».

## Обоснование символики
Озероучумский сельсовет, состоящий из посёлка Озеро Учум и деревни Камышта, расположен на берегу озера Учум. Озеро постоянно наполняется водой с большим содержанием минеральных солей. В энциклопедическом словаре Брокгауза и Ефрона отмечалось что «…вода Учум-целебного озера употребляется при различных накожных болезнях, ревматизмах и др.». Ещё в XIX веке на озере возник стихийный лечебный центр. Молва о чудодейственных свойствах здешних грязей доходила до столицы. Многие дамы приезжали сюда лечиться от бесплодия, слава озера как лечебного росла. В 1925 году был образован курорт «Озеро Учум» — первая здравница Красноярского края. За более чем 80 летнюю историю курорта здесь поправили здоровье многие тысячи людей. В годы Великой Отечественной войны здесь был развернут госпиталь на 300 коек. Благодаря комплексному лечению (наряду с хирургическими и терапевтическими методами широко использовались и природные лечебные факторы) удалось возвратить в строй более 70 % бойцов.
Флаг Озероучумского сельсовета отражает природные особенности, а его символика многозначна:
— чаша, наполненная лазурью — аллегория озера Учум, расположенного в Чебаково-Балахтинской котловине Восточных Саян;
— две змеи обрамляющие чашу — известный знак, символизирующий медицину и здравоохранение;
— фигура в пасти змей — химический знак соли, символизирует то, что вода озера содержит большое количество минеральных солей, которые и придают ей целебные свойства;
— трилистник, состоящий из трёх сердцевидных лепестков, символизирует любовь жителей Озероучумского поселения к своей малой Родине, гордость за уникальную природу, надежду на светлое будущее этих мест. Трилистник — аллегория клевера, традиционный символ сельского хозяйства.
Зелёный цвет символизирует весну, здоровье, природу, молодость и надежду.
Голубой цвет (лазурь) — символ возвышенных устремлений, искренности, преданности, возрождения.
Малиновый цвет (пурпур) — символ власти, славы, почёта, благородства происхождения, древности.
Жёлтый цвет (золото) — символ богатства, стабильности, уважения и интеллекта, жизненной энергии.
Белый цвет (серебро) — символ чистоты, совершенства, мира и взаимопонимания